# Erika Billeter

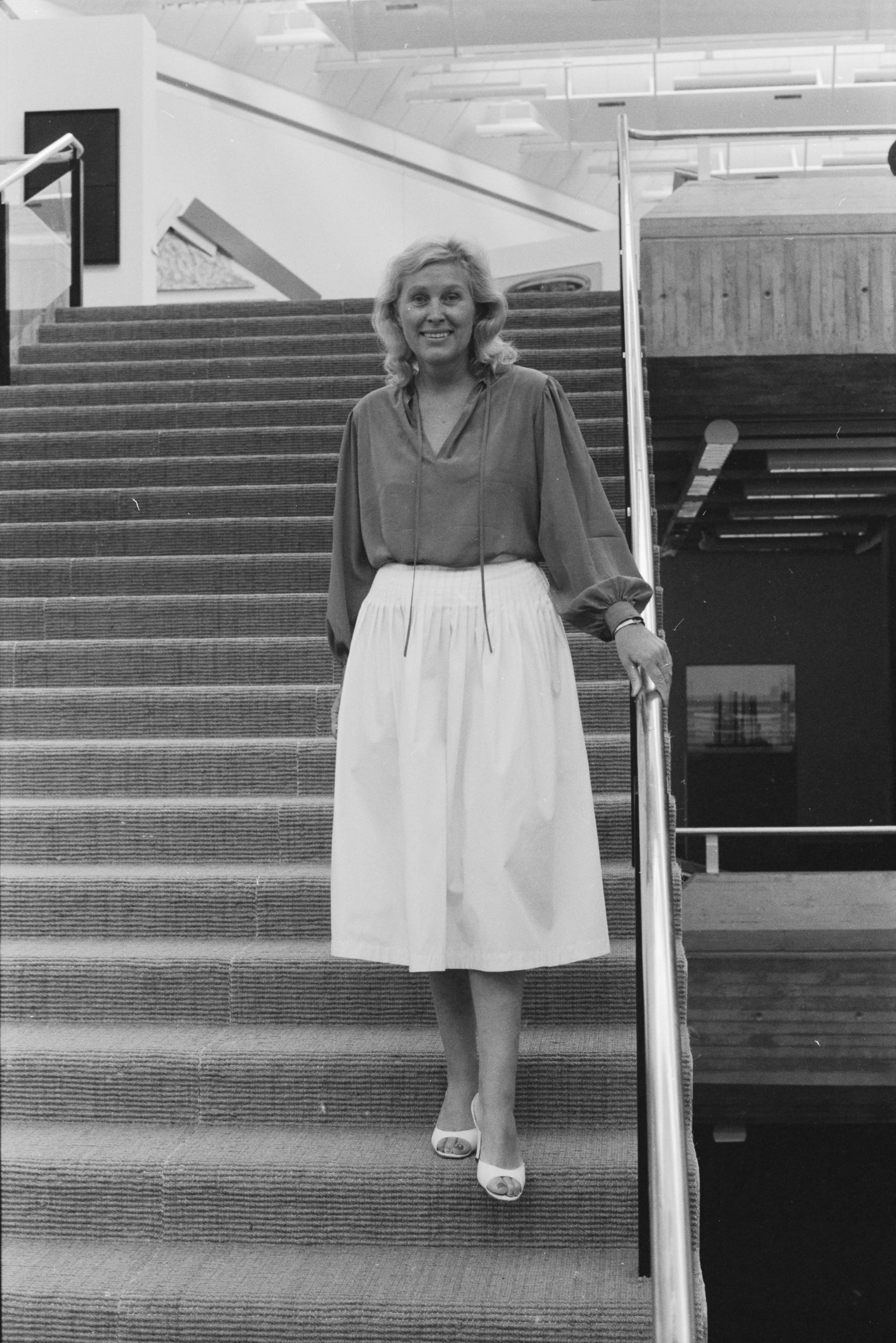
Erika Billeter, Vizedirektorin des Kunsthauses Zürich 1979, Comet Photo, Bildarchiv der ETH Zürich

Erika Billeter betrachtet die Bronzeskulptur «Le chariot», 1950, von Alberto Giacometti im Kunsthaus Zürich

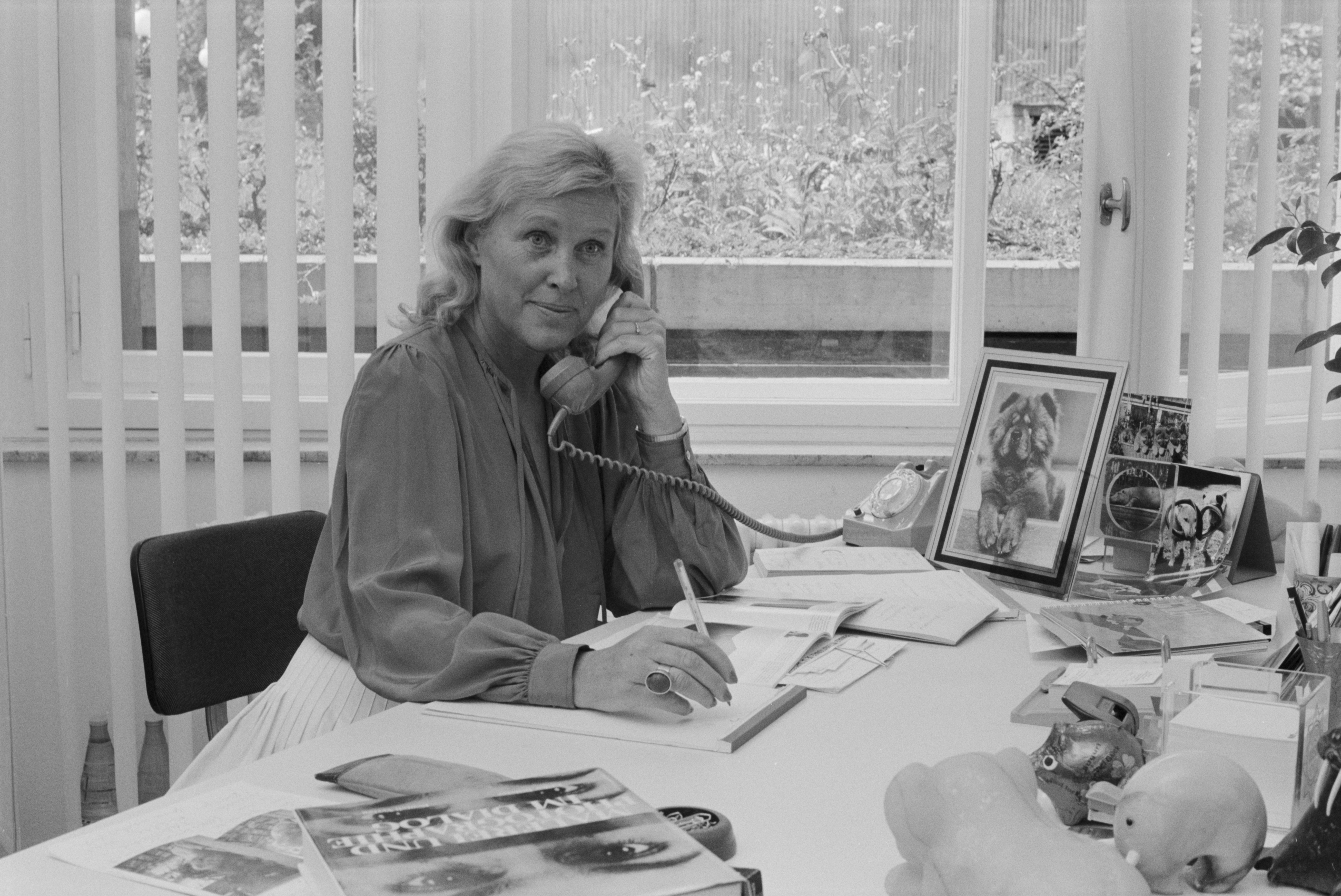
In ihrem Büro im Kunsthaus Zürich

Erika Billeter, geborene Schulze, in zweiter Ehe Erika Gysling-Billeter (* 8. November 1927 in Köln; † 12. August 2011 in St-Légier-La Chiésaz) war eine deutsch-schweizerische Kunsthistorikerin, Kuratorin und Museumsdirektorin. Sie gehörte zu den Pionieren der Themenausstellungen im Kunstbereich und galt als wichtige Anregerin der Kunstszene.

## Leben und Wirken
Erika Schulze wuchs in Köln auf und begann an der Universität Köln das Studium der Kunstgeschichte. In Paris und an der Universität Basel setzte sie ihr Studium fort, wo sie 1960 promoviert wurde. 1962 heiratete sie den Germanisten Fritz Billeter und lebte fortan in der Schweiz. In zweiter Ehe war sie mit dem Journalisten Erich Gysling verheiratet. Bis 1968 war sie Kuratorin am Kunstgewerbemuseum der Stadt Zürich, anschliessend von 1968 bis 1974 Direktorin am Museum Bellerive in Zürich. 1980 wurde Erika Billeter anstelle des zurücktretenden Direktors des Kunsthauses Zürich, Felix A. Baumann als Stiftungsrätin der Stiftung für die Photographie gewählt, 1983 trat sie von diesem Amt zurück.
Von 1974 bis 1981 war Erika Billeter Vizedirektorin des Kunsthauses Zürich. Von 1981 bis 1991 hatte sie die Leitung des Musée cantonal des Beaux-Arts in Lausanne inne. Sie zeigte Werke renommierter Kunstschaffender wie Joseph Beuys, Eric Fischl oder Sophie Taeuber-Arp. Und sie widmete sich jungen Künstlern aus dem Kanton Waadt – wie Jean Otth, Jean Lecoultre, Silvie und Chérif Defraoui – sowie aus aller Welt. Sie interessierte sich insbesondere für Themenausstellungen und die Wechselbeziehung von Malerei, Skulpturen und Fotografie. Zu diesen Fachgebieten veröffentlichte sie zahlreiche Schriften. 1988 und 1991 unterrichtete sie zudem an der Akademie der Bildenden Künste in Wien und leitete das Institut für zeitgenössische Kunst.
Erika Billeter galt als grosse Anregerin der Kunstszene. Die Museumsdirektorin zählte zu den Pionieren der Themenausstellungen im Kunstbereich. Rund 100 Ausstellungen habe sie insgesamt realisiert, davon etwa 60 in Lausanne, äusserte sie sich 1991 gegenüber Peter Studer im «Sonntagsinterview» des Schweizer Fernsehens. Die Kunsthistorikerin engagierte sich auch für das Wohl der Tiere. Sie war Stiftungsbeirätin der im Jahr 2000 gegründeten Schweizer Stiftung für Tiere «Animal Trust». Sie hatte eine große Vorliebe für Hunde. Ihre beiden Chow-Chows nahm sie laut ihren eigenen Angaben auch zur Arbeit mit. Über sich selber sagte sie: «Ohne Hunde bin ich gar nicht denkbar.»

## Publikationen (Auswahl)

### Als Autorin
- Zum Einfluss der Graphik von Dürer und Holbein in der französischen Kunst des 16. Jahrhunderts. In: Basler Zeitschrift für Geschichte und Altertumskunde. Bd. 62, 1962, S. 39–85 und Bd. 63, 1963, S. 5–73 (Dissertation).[9][10]
- The Living Theatre, Paradise now: ein Bericht in Wort und Bild. Fotografien: Dölf Preisig. Rütten und Loening, Bern / München / Wien 1969.
- Malerei und Photographie im Dialog: von 1840 bis heute. Benteli, Bern 1977, ISBN 978-3-7165-0128-3.
- Andy Warhol: ein Buch zur Ausstellung 1978 im Kunsthaus Zürich. Einführung: Erika Billeter. Kunsthaus Zürich, cop. 1978, ISBN 3-7165-0286-3.
- Beginn des Tachismus in der Schweiz: lyrische Abstraktion, Informel, Action Painting. Mit Tina Grütter.  Publikation des Kunsthauses Zürich, 1978.
- 1920 Amerika Fotografie 1940. Benteli, 1979, ISBN 978-3-7165-0332-4.
- Fotografie Lateinamerika. von 1860 bis heute. Kunsthaus Zürich, 1981, ISBN 978-3-7165-0372-0.
  - Canto a la realidad: fotografía latinoamericana 1860–1993. Lunwerg, Madrid 1993, ISBN 978-84-7782-268-4.
- mit Michel Tournier: Das Selbstportrait im Zeitalter der Photographie – Maler und Photographen im Dialog mit sich selbst. 1985, ISBN 978-3-7165-0469-7.
- Schweizer Malerei. Hundert Meisterwerke aus Schweizer Museen vom 15. bis zum 20. Jahrhundert. Silva Verlag, Zürich 1990, ISBN 3-7165-0717-2.
  - La peinture suisse : cent chefs-d’oeuvre provenant des musées suisses du 15e au 20e siècle. Silva Zürich, 1991.
- Hrsg.: Das blaue Haus. Die Welt der Frida Kahlo. Schirn Kunsthalle, Frankfurt am Main 1993, ISBN 978-3-499-19345-3.
- Jean Tinguely Künstler – Kritisches Lexikon der Gegenwartskunst. Spiel und Mysterium. Erika Billeter über Jean Tinguely. Edition der Verlage Weltkunst und Bruckmann, München 1993.
- Fotografie Lateinamerika: 1860–1993. Benteli, Bern 1994, ISBN 3-7165-0941-8.
- Luciano Castelli. Die geträumte Frau. Benteli, Wabern-Bern 1997, ISBN 978-3-7165-0903-6.
- mit Christoph Brockhaus: Skulptur im Licht der Fotografie: von Bayard bis Mapplethorpe. Übersetzung: Verena Villiger. Benteli, Bern 1997, ISBN 3-7165-1083-1.
- Essays zu Kunst und Fotografie von 1965 bis heute. Benteli, Wabern-Bern 1999, ISBN 3-7165-1150-1.
- Viva la vida: Kuba, eine Begegnung in Bildern. Benteli, Wabern-Bern 2002, ISBN 3-7165-1245-1.
- Hunde und ihre Maler. Benteli, Wabern-Bern 2005, ISBN 978-3-7165-1348-4.
- Michel Sima. Künstler im Atelier. Benteli, Bern / Sulgen 2008, ISBN 978-3-7165-1431-3.

### Als Herausgeberin
- Das Bühnenbild nach 1945. Eine Dokumentation. Zürich, Kunstgewerbemuseum, Zürich 1964.
- Sie kommen mir so bekannt vor. Fotografien von Emil Weber (1874–1941). Benteli, Bern 1969.
- Johannes Itten. Der Unterricht. Grundlagen der Kunsterziehung. Katalog zur Ausstellung. 1973.
- Softart. Die Kunst des weichen Materials. Mit Beiträgen von Magdalena Abakanowicz, Mildred Constantine, Richard Paul Lohse, André Thomkins, Willy Rotzler und einem Interview mit Klaus Rinke. Benteli, Bern 1980, ISBN 3-7165-0345-2.
- Peinture et dessin en Autriche. Ausstellungskatalog. Musée Cantonal des Beaux-Arts, Lausanne 1988.
- Chefs-d'Œuvre du Musée Cantonal des Beaux-Arts Lausanne. Ausstellungskatalog. Musée Cantonal des Beaux-Arts, Lausanne 1989.
- Einsame Begegnungen. Lola Alvarez Bravo fotografiert Frida Kahlo. Benteli, Bern 1992, ISBN 3-7165-0861-6.
- Fiesta und Ritual: Graciela Iturbides Mexiko. Benteli, Bern 1994, ISBN 3-7165-0935-3.
- Bilder und Visionen. Mexikanische Kunst zwischen Avantgarde und Aktualität. Museum Würth, Künzelsau / Thorbecke Verlag, 1995, ISBN 3-7995-3630-2 / 2001, ISBN 978-3-7995-3630-1.

### Mit Vor-, Nachwort oder Essay der Kunsthistorikerin
- Fernando Garzoni: Bilder von unterwegs. Mit einer Einführung von Erika Billeter. Benteli, Bern 1980, ISBN 3-7165-0358-4.
- Manon: Identität, Selbstdarstellung, Image. Mit einem Nachwort von Erika Billeter. Benteli, Bern 1981, ISBN 3-7165-0377-0.
- Alfred Hofkunst — Hommage à Marseille. Mit einem Text von Erika Billeter. Publikation Musée cantonal des Beaux-Arts, Katalog zur Ausstellung vom 17. Mai – 4. Juli 1982. Lausanne 1982.
- Le Corbusier Secret: Dessins et Collages de la Collection Ahrenberg / Zeichnungen und Collagen aus der Sammlung Ahrenberg. Benteli, Bern 1987.

## Ausstellungen (Auswahl)

### Kuratorin
- 1973: Die zwanziger Jahre. Kontraste eines Jahrzehnts — Die freien Künste — Die neue Realität, Das Abstrakte und das Konkrete Surrealismus: Phantastik und Traum — Fotografie — Die Parallele zur Malerei: Fotogramm und Fotomontage, Fotografie — Sachfotografie. Museum für Gestaltung Zürich, Mai — September 1973[11]
- 1976: Drawing now – Zeichnungen heute. Staatliche Kunsthalle Baden-Baden, November 1976 — Januar 1977[11]
- 1981/1982: Mythos & Ritual in der Kunst der 70er Jahre. November 1981 – Januar 1982, Kunstverein in Hamburg[11]
- 1993: Frida Kahlo (1907–1954). März – Mai 1993, Schirn Kunsthalle, Frankfurt am Main[11]
- 1998/1999: Mit Christoph Vitali und Hubertus Gaßner: Die Nacht. Haus der Kunst, München, 1. November 1998 bis 7. Februar 1999[12]

### Im Kunsthaus Zürich
- 1978: Beginn des Tachismus in der Schweiz, lyrische Abstraktion, Informel, Action Painting. 26. Januar – 12. März 1978

### Im Musée cantonal des Beaux-Arts, Lausanne
- 1982: Berlin. La rage de peindre
- 1982: Alfred Hofkunst — Hommage à Marseille, 17. Mai – 4. Juli 1982
- 1983: Joseph Beuys
- 1984: New York Now
- 1985: L’autoportrait à l’âge de la photographie
- 1987: Christo. Sur-rounded Islands
- 1987: Le Corbusier secret: dessins et collages de la collection Ahrenberg — Zeichnungen und Collagen aus der Sammlung Ahrenberg, Stationen der Ausstellung: Kunsthalle Schirn Frankfurt, Musée cantonal des Beaux-Arts Lausanne, Nordjytlands Kunstmuseum Aalborg, Lunds Konsthall Lund, Museum of Finnish Architecture Helsinki, Pori Art Museum Pori, Neue Galerie der Stadt Linz, Konzeption von Ausstellung und Katalog Erika Billeter.
- 1988: La femme et le surréalisme
- 1989: Luciano Castelli
- 1991: Nature- création du peintre

## Auszeichnung
- 2000: Berner Staatspreis, für ihre Tätigkeit im Dienste der Kultur[13]